# Hemipsilichthys regani
Hemipsilichthys regani és una espècie de peix de la família dels loricàrids i de l'ordre dels siluriformes.

## Morfologia
Els mascles poden assolir els 12,1 cm de longitud total.

## Distribució geogràfica
Es troba al Brasil: conca del riu Amazones.